# Wilgenbastgalmug
De wilgenbastgalmug (Rabdophaga saliciperda) is een muggensoort uit de familie van de galmuggen (Cecidomyiidae). De wetenschappelijke naam van de soort is voor het eerst geldig gepubliceerd in 1841 door Jean-Marie Léon Dufour.